# Антисемітизм у Гарвардському університеті

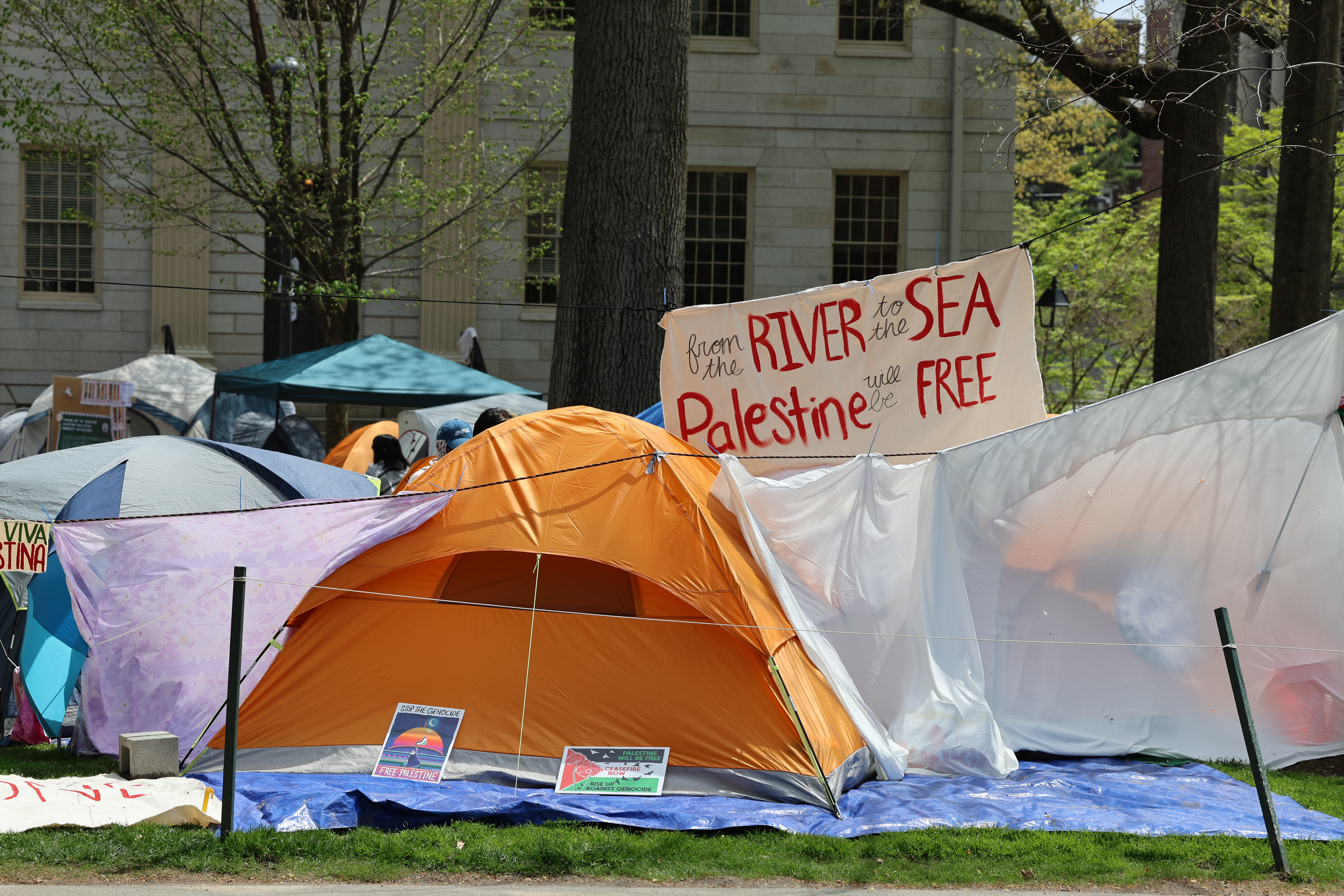
Наметове містечко в кампусі Гарварду з пропалестинським гаслом «від річки до моря»

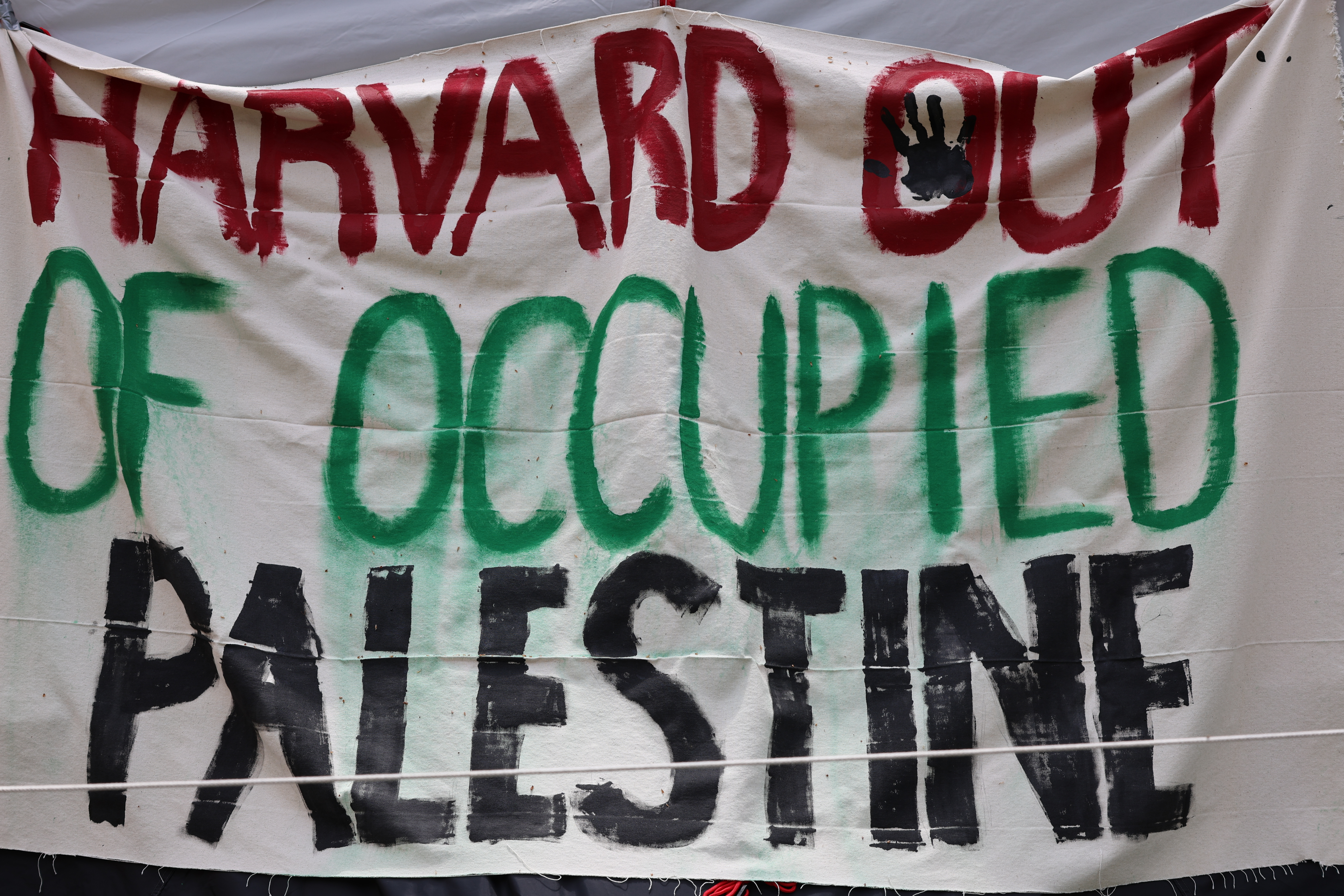
Пропалестинське гасло в кампусі Гарварду

Найстаріший виш США Гарвардський університет є одним із найвідоміших і найпрестижніших університетів США та всього світу. У 1900-х роках в університеті існував інституційний антисемітизм. У 1924 році вперше в усьому США в Гарвардському університеті було запроваджено квоту проти євреїв[⇨].
У 1990-ті роки кожен четвертий студент Гарвардського університету був євреєм, а до 2023 року їхня кількість впала в п'ять разів. Після терористичних атак 11 вересня 2001 року Катар став найбільшим іноземним донором американських університетів, що збільшило палестинський вплив в американських університетах, зокрема в Гарварді. З 2022 року університет посів перше місце за показниками проявів антисемітизму в кампусах серед університетів по всіх США. У 2023 році, після різанини 7 жовтня антисемітизм на кампусі зріс удвічі, і проблемою довелося займатися в Конгресі та в Палаті представників США, що призвело до звільнення президента Гарварду[⇨].
Низка профільних комісій уряду США порушили питання реакції Гарвардського університету на антисемітизм і почали перевірку донорів університету, зокрема, країн з антисемітськими режимами; було порушено питання можливого перегляду безподаткового статусу університету. У січні 2024 року студенти Гарвардського університету подали проти нього судовий позов[⇨].
Причини нинішнього антисемітизму вбачають у тому, що «навчальна програма Гарварду стала сильно перекошеною в бік останніх модних тенденцій прогресивних лівих»[⇨].

## Інституційний антисемітизм і відсоток єврейських учнів
В університеті в 1900-х роках існував інституційний антисемітизм. Президент Гарвардського університету Лоренс Лоуелл помітив, що з 1908 до 1922 року частка студентів-євреїв в університеті зросла з 6 до 22 %, і запропонував запровадити єврейську квоту. У 1924 році Гарвард став першим університетом із відсотковою нормою проти євреїв, а вже за ним і інші університети ввели обмеження на прийом кваліфікованих абітурієнтів-євреїв. На наступний 1925 рік з урахуванням прийнятих раніше учнів євреї все ще становили 27,6 % від усіх учнів, але їхня кількість через прийняті обмеження стала знижуватися. До 1933 року, коли Лоуелл був президентом останній рік, частку євреїв в університеті було скорочено до 10 %. Наприкінці 1930-х років наступний президент університету Джеймс Конант пом'якшив вимоги до географічного розподілу.
У 1990-ті роки приблизно кожен четвертий студент Гарварду був євреєм, а в 2023 році кількість євреїв в університеті становила всього 5,3 %.

## Зростання антисемітизму
У 1933 році президент Гарварду Джеймс Конант дав відмову на прийом до університету професорів-євреїв біженців із Німеччини, а через рік запросив очолювати процесію однокурсників на 25-й зустрічі випускників Гарварду високопоставленого нацистського чиновника Ернста Ганфштенгля, керівника прес-служби Гітлера, який навчався в Гарварді в 1905–1909 роках.
На думку CNN, університет не тільки в минулому «проводив явно антисемітську політику прийому», а й нині «віддає перевагу абітурієнтам із минулого, що, на думку декого, забезпечує збереження нерівності». Гарвард досі «шанує засудженого за злочини проти людяності в Нюрнберзі; відбілює нацистського пособника, який організував етнічну чистку десятків тисяч євреїв і поляків». У Альфріда Круппа в концентраційному таборі та таборі смерті Освенцимі працювало близько 100 000 поневолених, а нині Гарвард вшановує його пам'ять, а його ім'ям названо і стипендію, і кафедру в університеті. А коли євреї більше не могли працювати на Круппа, то есесівці вбивали їх газом. Як зазначає CNN: «Його фонд дав Гарварду гроші. Гарвард допомагає обілити його спадщину».
У 2002 році президент Гарварду Лоуренс Саммерс відзначив зростання антисемітизму в університеті.
У квітні 2016 року в Гарвардській школі права в дискусії взяла участь колишній міністр закордонних справ Ізраїлю Ципі Лівні. Під час сесії запитань і відповідей президент однієї зі студентських організацій з насмішкою звернувся до ізраїльського лідера: «Що це ви так смердите?», а коли всі замовкли, то студент уточнив: «Питання про запах пані Ципі Лівні, він дуже смердючий, мені просто цікаво». Як зазначив доктор історії Гарольд Брекман, президентка Гарварду Дрю Фауст Гілпін довго перешкоджала зустрічі зі студентами-євреями щодо проблеми студентських клубів Гарварду, які «демонізували Ізраїль» під час її адміністрації, аж доки у 2016 році розголос не став надто інтенсивним.
У 2018 році засновник CAIR Ніхад Авад отримав нагороду Гарварда, хоча він є прихильником терористичного ХАМАСу.
На початку 2020 року в Гарварді було засновано антисемітську студентську групу з іронічною назвою «Гарвардська єврейська коаліція за мир». На першому ж заході організації вони навчали студентів, як виявляти і гнобити ізраїльтян на території кампуса і за його межами.
У 2022 році відзначався антиізраїльський ухил навчальних програм Гарварду.

## Перше місце за антисемітизмом
У 2022 році Гарвардський університет посів перше місце відразу за всіма трьома з трьох вимірюваних показників проявів антисемітизму в кампусах серед університетів по всій Америці. За інформацією AMCHA Initiative, за 2021–2022 роки в університеті сталося 25 антисемітських інцидентів. Для порівняння, у наступному університеті в списку таких проявів було вдвічі менше. У Гарвардському університеті зривали плакати гарвардського «Гілеля», розклеювали антиізраїльські наліпки і плакати, проводили координовані спроби придушення і зриву єврейських виступів, малювали свастику, а також створили цілу стіну з фотографіями Голокосту з антисемітськими заявами. Газета університету підтримала рух проти Ізраїлю. Наступного року прояв антисемітизму зріс на 100 %.
Айра Столл, який закінчив Гарвард і пропрацював у ньому понад 30 років, у 2022 році зазначив: «Рівень антисемітизму в кампусі за останній рік шокує, бентежить, ганьбить — такого я раніше не бачив».

## Після вторгнення ХАМАС в Ізраїль

### Звинувачення Ізраїлю в нападах ХАМАС
Після нападу ХАМАС на Ізраїль, 9 жовтня 2023 року, 34 студентські групи Гарварду підписали заяву проти Ізраїлю, яка починається словами: «Ми, студентські організації, які підписали лист нижче, покладаємо на Ізраїль повну відповідальність за все насильство, що розгортається». Прізвища студентів під листом вказані не були, тільки організації. Студенти також закликали до знищення Ізраїлю «будь-якими необхідними засобами». У жовтні пропалестинські студенти напали на єврея, студента Гарвардської школи бізнесу, за спробу зняти на відео акцію протесту в кампусі, і побили його. Колишній міністр фінансів США Лоуренс Саммерс засудив дирекцію Гарварду, президентом якого він раніше був, за ігнорування антисемітського листа. Він підкреслив, що Гарвард у минулому офіційно висловлювався про вбивство Джорджа Флойда і про російське вторгнення в Україну, а в цьому випадку жодної реакції не було.

### Реакція спонсорів
Університет зберігав мовчання. Американський фінансист і мільярдер Білл Екман, який закінчив Гарвардську школу бізнесу, закликав Гарвард розкрити імена студентів, які звинуватили Ізраїль в атаках ХАМАСу, щоб не приймати їх на роботу, підкресливши: «Не слід давати можливість ховатися за корпоративним щитом, виступаючи із заявами на підтримку дій терористів, які, як ми тепер дізнаємося, крім інших неймовірно підлих дій, обезголовлювали немовлят». Після того, як Білла Екмана спробували звинувачувати в шеймінгу студентів, він відповів: «У мене немає жодних проблем із критикою Ізраїлю. Це частина свободи слова. Я тільки хочу, щоб студенти брали відповідальність за свої заяви в особистому порядку, не ховаючись за якимись організаціями з використанням назви Гарвард». Білла Екмана підтримали власник торгового клубу Fab Fit Fun, голова EasyHealth, генеральний директор Dovehill Capital Management та інші. Джонатан Неман, директор мережі Sweetgreen, теж сказав, що не буде наймати тих, хто підтримав ХАМАС. Юридична фірма Davis Polk відкликала пропозицію про найм на роботу випускникам шкіл права в Гарвардському університеті за пропалестинські заяви. Університет повідомити імена студентів відмовився.
За даними університетської газети Harvard Crimson, в один лише період з 16 до 23 листопада понад 100 членів профспілки Гарварду написали заяви про відхід із профспілки на знак протесту проти реакції університету на різанину 7 жовтня та «неодноразового ігнорування» висловлених профспілці побоювань. Зазначається, що профспілка «неодноразово ігнорувала і висміювала стурбованість багатьох своїх членів — євреїв та ізраїльтян».
Згодом на території Гарвардського університету почала їздити «вантажівка ганьби» компанії Accuracy in Media з відеопанелями на боках з іменами та фото студентів, які написали антисемітського листа. Заголовки на панелях свідчили: «Провідні антисеміти Гарварду», а глядачів направляли на URL-адресу: HarvardHatesJews.com. У відповідь студенти закидали вантажівку цеглою.
Після цього низка спонсорів відмовилася від підтримки навчального закладу. Зокрема, американський інвестор-мільярдер Кеннет Гріффін, який пожертвував Гарварду понад півмільярда доларів, пригрозив відкликати свої гроші. Найбагатша людина Ізраїлю, мільярдер Ідан Офер, який теж давав десятки мільйонів, покинув виконавчу раду Гарварду. Фонд мільярдера Леслі Векснера (на честь якого названа одна з будівель Гарварду) і його дружини, що давав університету гроші з 1989 року, розірвав усі зв'язки з Гарвардом і у своєму листі зазначив, що «приголомшений і обурений сумною нездатністю керівництва Гарварду зайняти чітку й недвозначну позицію проти варварських убивств ні в чому не винних ізраїльських громадян терористами». Крім них, ще понад 1600 колишніх студентів-євреїв із Гарварду на знак ігнорування університетом антисемітизму, що в ньому зростає, відмовилися жертвувати свої гроші, а деякі дали слово жертвувати лише 1$ до розв'язання проблеми.
Білл Екман надіслав листа президентці Гарвардського університету Клодін Гей, в якому зазначив, що студенти, з якими він зустрічався, описали «важку атмосферу, яка лише посилюється. Єврейських студентів атакують як словесно, так і фізично... Відсутність засудження варварських дій 7 жовтня послужила приводом для хвилі антиізраїльських виступів у кампусі». Крім цього, Екман перерахував Гей 7 термінових кроків щодо вирішення проблеми антисемітизму та повернення студентам безпеки. Один зі студентів дорікнув йому в тому, що Екман вніс його «до чорного списку випускників, яких не можна брати на роботу», на що той відповів, що у нього немає таких списків, а до акції з вантажівкою він не причетний, і додав: «А ось що я дійсно говорив — так це те, що не зацікавлений працевлаштовувати у своїх компаніях людей, які стверджують, ніби Ізраїль винен у звірствах ХАМАСу. Я не хочу, щоб у моїх фірмах працювали пособники терору. Дуже шкода, що є люди, нездатні побачити різницю між підтримкою палестинців і підтримкою ХАМАСу. Неготовність працевлаштувати таких людей не перетворює мене на ксенофоба». Білла Екмана підтримали 260 керівників старшої ланки у фінансовій сфері США і зазначили, що не братимуть на роботу студентів, які брали участь в антисемітських мітингах.
Після резонансу, що здійнявся, щонайменше дев'ять університетських спільнот, які підписали лист, відкликали підписи. Крім того, низка студентів поспішили дистанціюватися від акції, пославшись на те, що не бачили змісту підписаного ними листа аж до самої публікації. Наприклад, студент і голова студентської групи Гарварду «Комітет палестинської солідарності» (англ. Palestine Solidarity Committee) Джош Віллкокс після нападок на його матір, британського парфумерного магната Джо Мелоун, заявив: «Я не був у кампусі Гарварду в цьому семестрі й не брав у цьому участі».

### Реакція Гарварду
Після великого резонансу і втрати спонсорів адміністрації Гарварду довелося виступити проти терористичного акту. 9 листопада університет опублікував послання «Боротьба з антисемітизмом». Як зазначив конгресмен-демократ від Массачусетса Джейк Окінклосс, який закінчив Гарвард: «Заява студентських груп морально розпусна... Заява керівництва Гарварду є моральним боягузтвом». 13 листопада 2023 року 120 викладачів Гарвардського університету з лівими поглядами вгледіли в інструкціях по боротьбі з антисемітизмом «зарозумілість, расизм і утиск свободи слова». Потім Гей зробила третє за тиждень відеозвернення і заявила, що Гарвард «відкидає тероризм» і підтримує «свободу вираження думок» і проти ненависті. Однак до цього часу, за словами редактора Harvard Crimson, багато студентів уже почувалися «покинутими університетом в обох напрямках».

### Розслідування антисемітизму
28 листопада 2023 року Міністерство освіти США почало розслідування антисемітизму в Гарварді, Колумбії та Університеті Тампи.
5 грудня 2023 року постпред Ізраїлю в ООН Ґілад Ердан організував показ у Гарвардському університеті фільму про звірства ХАМАСу 7 жовтня і зазначив: «Після влаштованої ХАМАСом різанини керівництво Гарварду промовчало. Це свідчення його моральної деградації до найнижчого рівня. Для академічного закладу, що претендує на пошук істини в останній інстанції, така поведінка у сто разів ганебніша. Мовчання після різанини, мовчання перед обличчям демаршів на підтримку терористів у кампусі, мовчання з приводу нападу на єврейських студентів. Гарвард став небезпечним для євреїв місцем». Білл Екман запросив президента Гарварду Клодін Гей відвідати фільм, а коли вона відмовилася через те, що «перебуває за межами міста», він запропонував надіслати приватний літак, але Гей знову відповіла відмовою.

#### Свідчення в Конгресі
6 грудня 2023 року через зростання антисемітизму в університеті президентку Гарвардського університету Клодін Гей викликали до Палати представників США. Кевін Кайлі запитав, чому вона вичікувала і не висловлювалася, відокремивши позицію університету від антисемітської заяви, і чи не шкодує вона про це. Клодін Гей відповіла, що «якби вона знала, що заяву буде помилково приписано університету, а не тільки студентським групам, вона б висловилася раніше». На запитання конгресвумен Еліс Стефанік, «чи порушують заклики до геноциду євреїв політику Гарвардського університету», президентка Гарварду не змогла прямо відповісти «так».
«Після катастрофічних свідчень президента Клодін Гей» Леонард Блаватнік, який пожертвував раніше мінімум 270 мільйонів доларів Гарварду, заявив про припинення фінансування цього університету. (В одному 2018 році Леонід Блаватник зробив найбільший в історії подарунок для медичної школи Гарварда в 200 мільйонів доларів.)

#### Відставка президента Гарварду
У підсумку цих скандальних антисемітських подій, а також у світлі публікацій, які викрили неодноразовий плагіат у її наукових роботах, ректор Клодін Гей подала у відставку 2 січня 2024 року.

#### Розслідування комітету Палати представників з освіти і трудових ресурсів
9 січня 2024 року комітет Палати представників з освіти і трудових ресурсів, а також законодавці, які розслідують реакцію Гарвардського університету на антисемітизм, зажадали здати документи не пізніше ніж у двотижневий термін. Від університету вимагають надати матеріали за 24 категоріями, серед яких звіти про антисемітські інциденти з 1 січня 2021 року, документальне підтвердження реакції університету на такі інциденти, матеріали за рішенням Гарварда щодо випадків дискримінації та переслідувань з 1 січня 2018 року, реакція університету на жовтневий лист антиізраїльської студентської організації, а також абсолютно всі протоколи засідань провідних рад директорів Гарварда за останні три роки. Гарвард зобов'язали надати дані про іноземні пожертвування понад 50 000 доларів США з 2021 року і розкрити всі пожертвування з Катару. На думку CNN, відставка Клодін Гей не зупинила перевірку й університет залишається під тиском з боку законодавців, а як написала член палати представників Вірджинія Фокс тимчасовому президенту Гарварду Алану Гарберу: «Інституційні невдачі Гарварду щодо антисемітизму виходять далеко за рамки одного лідера». Вона додала, що у палати представників «є серйозні побоювання з приводу неадекватності реакції Гарварда на антисемітизм у його кампусі».
Після терористичних атак 11 вересня 2001 року Катар став найбільшим іноземним донором американських університетів, які деколи приховують джерело доходів, а дослідження Інституту досліджень антисемітизму змогло виявити прямий зв'язок між кількістю грошей і пропалестинських груп у кампусах. Так само на думку адвокатів Kasowitz Benson Torres, отримання пожертвувань від цих організацій вплинуло на курсову роботу і наймання професорів.

#### Розслідування бюджетного комітету Палати представників
10 січня бюджетний комітет Палати представників пригрозив Гарварду (і ще двом американським університетам із проблемами антисемітизму) переглянути безподатковий статус на тлі бездіяльності університету і відсутності усунення антисемітизму на території кампусу. За словами члена палати представників Джейсона Сміта, з огляду на «розчаровувальну і мляву реакцію шкіл» на напади ХАМАСа і бездіяльність щодо захисту єврейських учнів від дискримінації, «ми сумніваємося, чи відповідають ваші навчальні заклади вимогам для отримання цих пільг».

#### Позов проти Гарвардського університету
11 січня 2024 року студенти Гарвардського університету подали позов до федерального суду Бостона через «рак антисемітизму», що зростає в кампусі, звинувачуючи інститут у «наймі професорів, які підтримують антиєврейське насильство і ігноруванні прохань студентів про захист». Позов подала фірма Kasowitz Benson Torres, що займається розслідуваннями порушення цивільних прав студентів в університетах. У позові, серед іншого, зазначено, що «Гарвард і його адміністрація... прямо і навмисно дискримінують... єврейських студентів Гарварду» і що університет «ставиться до євреїв як до «негідних поваги і захисту, які він надає іншим групам». Із заяви видно не тільки, що студенти стикаються з антисемітизмом, а й що Гарвардський університет відхилився від заходів щодо дотримання політики захисту учнів. Приміром, у позові йдеться про те, що «Запрошений вчений Гарвардського центру FXB Савсан Абдулрахім... опублікував у Твіттері графічне зображення, яке прославляє парапланериста-терориста ХАМАСа, наступного дня після бійні ХАМАСа, і який продовжує публікувати в Твіттері дописи, що прославляють Інтифаду». Позов вимагає від Гарварду відмовитися від пожертвувань країн, у яких йде спроба просувати антисемітську риторику.
У 2024 році Гарвард не коментував позов. Однак у 2025 році, на другий день президентства Дональда Трампа, університет пішов на угоду в судовому розгляді, визнавши антисіонізм однією з форм антисемітизму. Він погодився надалі слідувати визначенню антисемітизму, даному IHRA.

## Аналіз причин
8 січня 2024 року Гаррі Льюїс у спробі аналізу антисемітської кризи Гарварду зазначає, що вона трапилася «не тому, що Гарвард приймає студентів-антисемітів або наймає викладачів-антисемітів». Він запроваджує термін англ. Unapologetic antisemitism («Непримиренний антисемітизм» або «Антисемітизм, що не вибачається»), який, на його думку, «незалежно від того, чи мало таких випадків, чи багато — є феноменом коледжів через те, чого ми навчаємо, і через те, як наші вчення використовуються зловмисниками». Він пропонує ввести у вікні пошуку каталогу онлайн-курсів Гарварду слово «деколонізувати» і побачити, що воно є в назвах семи та описах 18 курсів, терміни «пригноблення» та «визволення» — в описах понад 80 курсів, а «соціальна справедливість» — у понад 100. Він зазначає, що «навчальна програма Гарварду стала сильно перекошеною в бік останніх модних тенденцій прогресивних лівих». На думку колишнього декана Гарварда, «політична упередженість на нашому факультеті зараз широко визнана», і він вважає, що професори не повинні приносити свої ідеології до класу і не повинні ідеологічно обробляти студентів, а готувати до сприйняття різних ідей, з якими учням доведеться зіткнутися в суспільстві.
Професор Льюїс писав: «за ті п'ятдесят років, що я працював на факультеті Гарварду, склалася думка, що окремі професори Гарварду можуть вільно викладати все, що забажають, і кого забажають. Колись для професорсько-викладацького складу була нормою ротація курсів непередбачуваного розміру і зі стабільними навчальними програмами, але тепер набір студентів визначається доволі суворо, і навіть вступні курси можуть радикально змінювати свої списки читання і теми лекцій, коли нові професори вступають на посаду». Він резюмує, що хоча навчальні комітети теоретично перевіряють курси, але робиться це не часто, а політичні упередження не відслідковують, унаслідок чого вибір матеріалу курсу «віддається модному й «актуальному» навчанню, а не фундаментальному навчанню».
Дослідження Гаррі Льюїса піддали критиці постійний теолог Центру християнського світогляду Колсона доктор Тімоті Д. Педжетт і науковий співробітник Центру християнського світогляду Чака Колсона Джон Стоунстріт. Вони вважають, що фразу «Непримиренний антисемітизм — незалежно від того, чи мало таких випадків, чи багато — є феноменом коледжів через те, чого ми навчаємо, і через те, як наші вчення використовуються зловмисниками» читач очікував би почути від якого-небудь правого активіста чи консервативного аналітичного центру, однак це пише про себе та своїх колег випускник Гарварда, професор Гарварда і в минулому декан Гарварда.